# エルンスト・リーチェル
エルンスト・リーチェル（Ernst Friedrich August Rietschel、1804年12月15日 - 1861年2月21日）は、19世紀のドイツの彫刻家である。ドレスデン美術アカデミーの教授を務めた。

## 略歴
現在のザクセン州のプルスニッツ(Pulsnitz)の養蜂を仕事とする家に生まれた。プルスニッツで商家の徒弟をした後、1820年からドレスデンのザクセン王国美術アカデミーで、学び始めた。アカデミーの絵画の賞を得た後、1823年から彫刻家のフランツ・ペトリッヒ（Franz Pettrich:  1770-1844）の工房で学び、この工房にいる間にノルトハウゼンの市場の噴水を飾るネプチューン像を独立した立場で制作した。
1826年、フォン・アインジーデル伯爵の勧めでベルリンの彫刻家クリスティアン・ダニエル・ラウフ（Christian Daniel Rauch: 1777-1857）の工房に移った。ラウフの工房でさまざまなモニュメントの制作に参加した。1828年に工房の代表としてニュルンベルクのデューラー像の竣工式に出席した岐路にヴァイマルを訪れ初めて高齢のゲーテに面会し、翌年もラウフとともにゲーテと面会した。1827年にはすでにローマに留学する奨学金の受給資格をえていて、1830年になって、イタリアに1年間留学した。帰国するとザクセン王フリードリヒ・アウグスト1世のモニュメントを制作した。
27歳であった、1832年にドレスデン美術アカデミーの彫刻の教授となった。1833年にドレスデンのブリュール宮殿 (Palais Brühl)に工房を与えられた。当時の有力な建築家たちと協力し、ドレスデンの多くの建築の装飾彫刻を制作し、また国外からの注文を受けた。
1861年にドレスデンで亡くなった。リーチェルの弟子にはスイス生まれの彫刻家、ロベルト・ドーレル（Robert Dorer: 1830-1893）らがいる。
リーチェルの代表作とされるのは、ヴァイマルのドイツ国民劇場前の『ゲーテとシラーの像』やブラウンシュヴァイクの『レッシング像』などがある。

## 作品

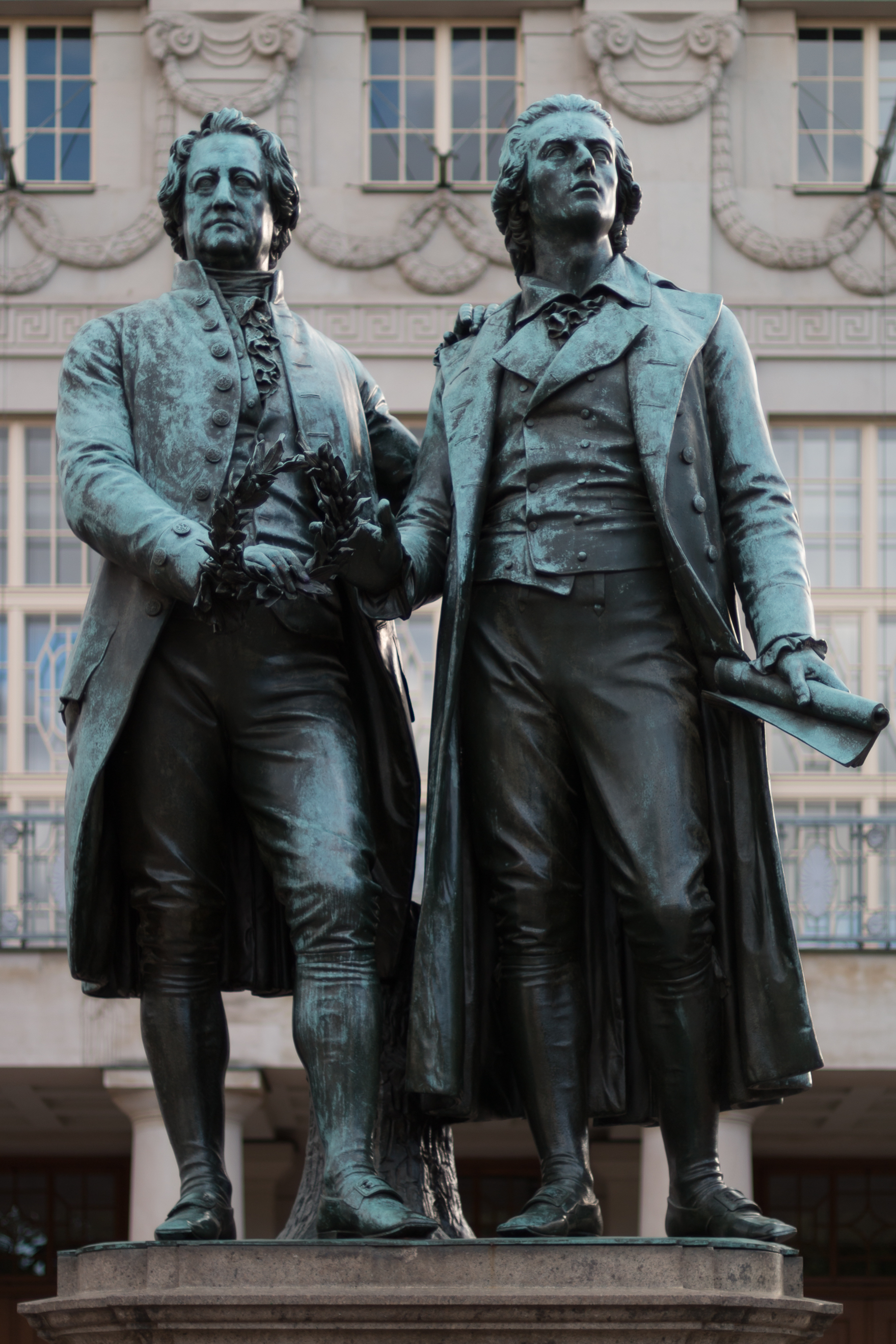
ヴァイマルの『ゲーテとシラーの像』
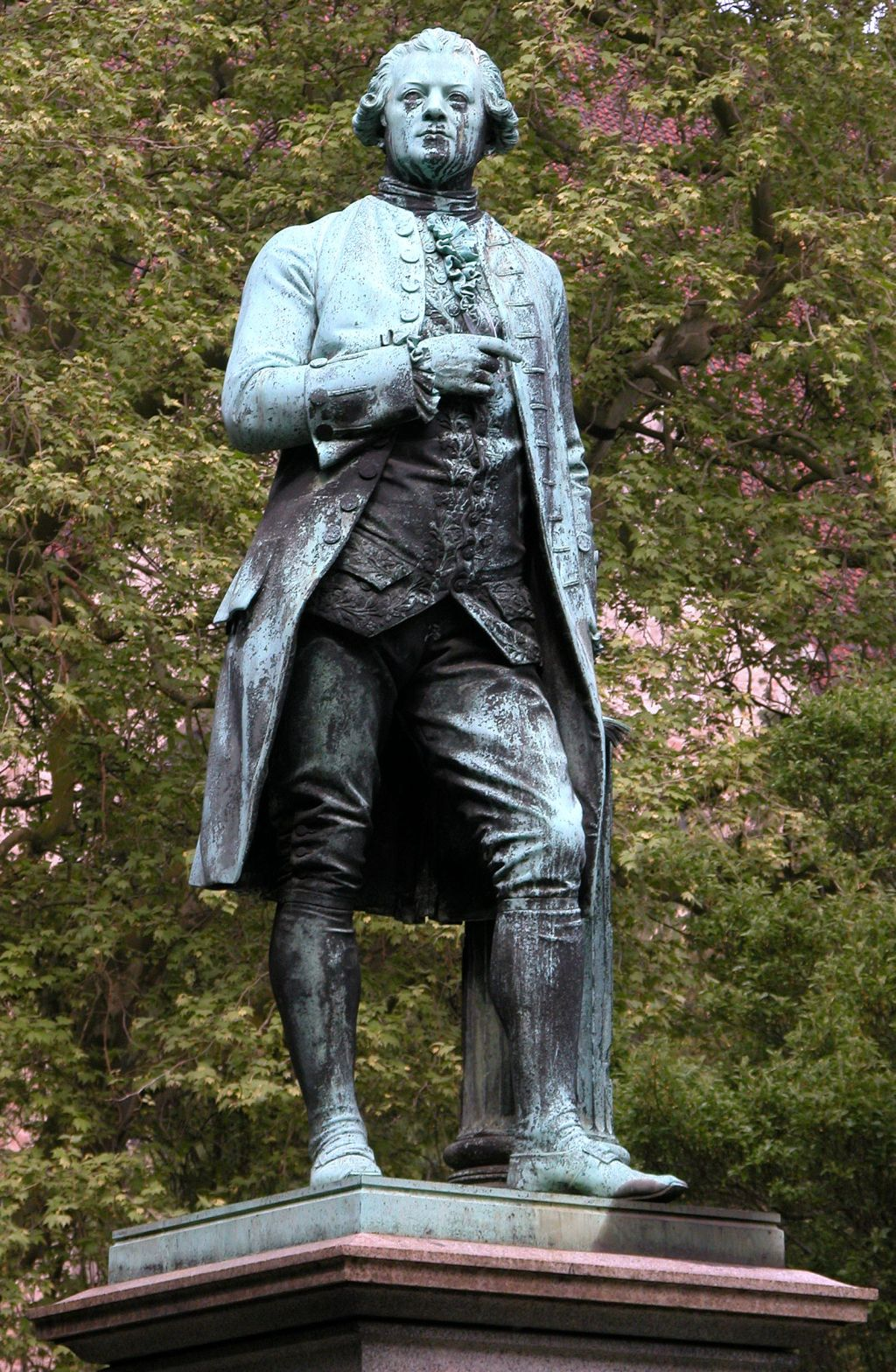
ブラウンシュヴァイクの『レッシング像』
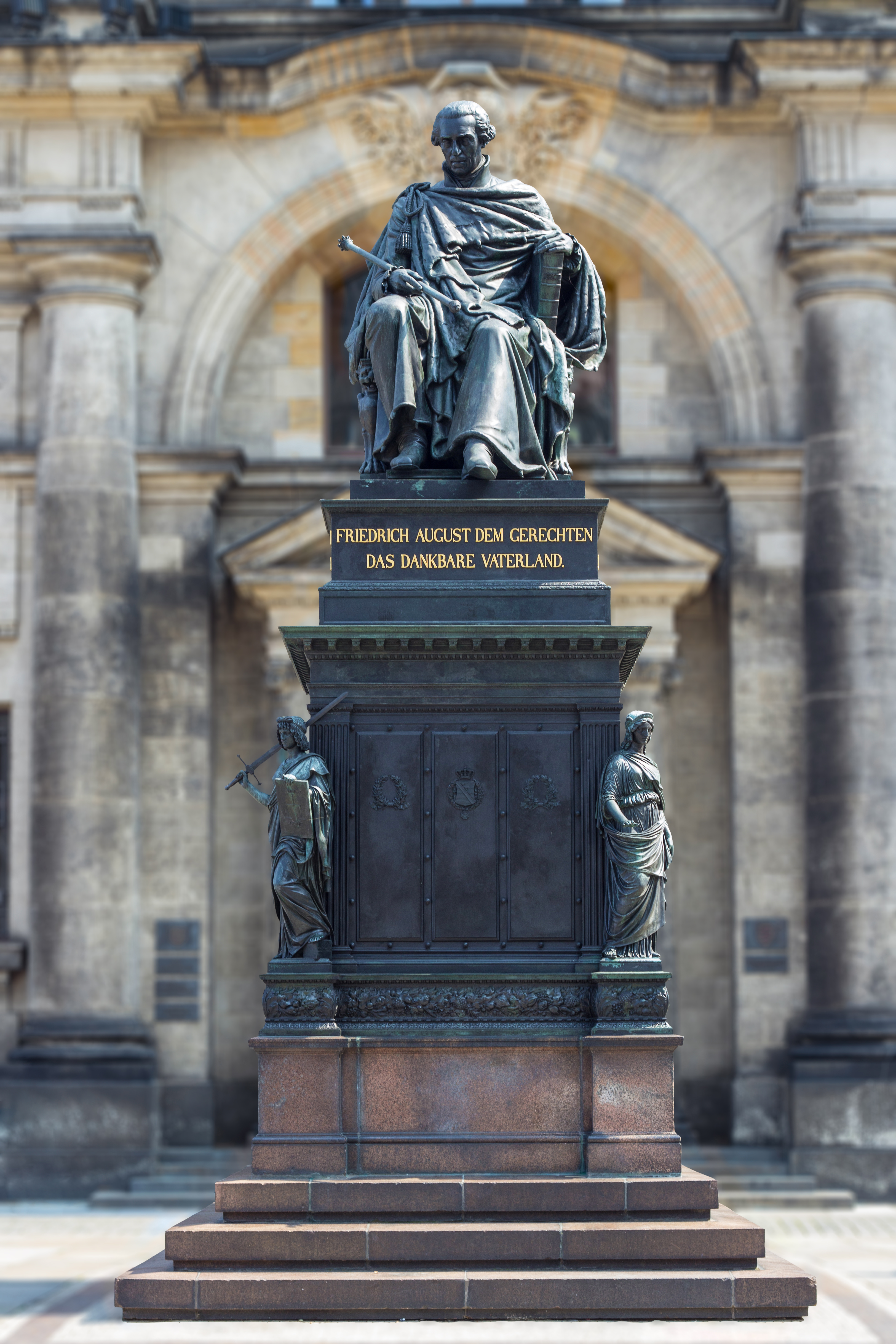
フリードリヒ・アウグスト1世のモニュメント
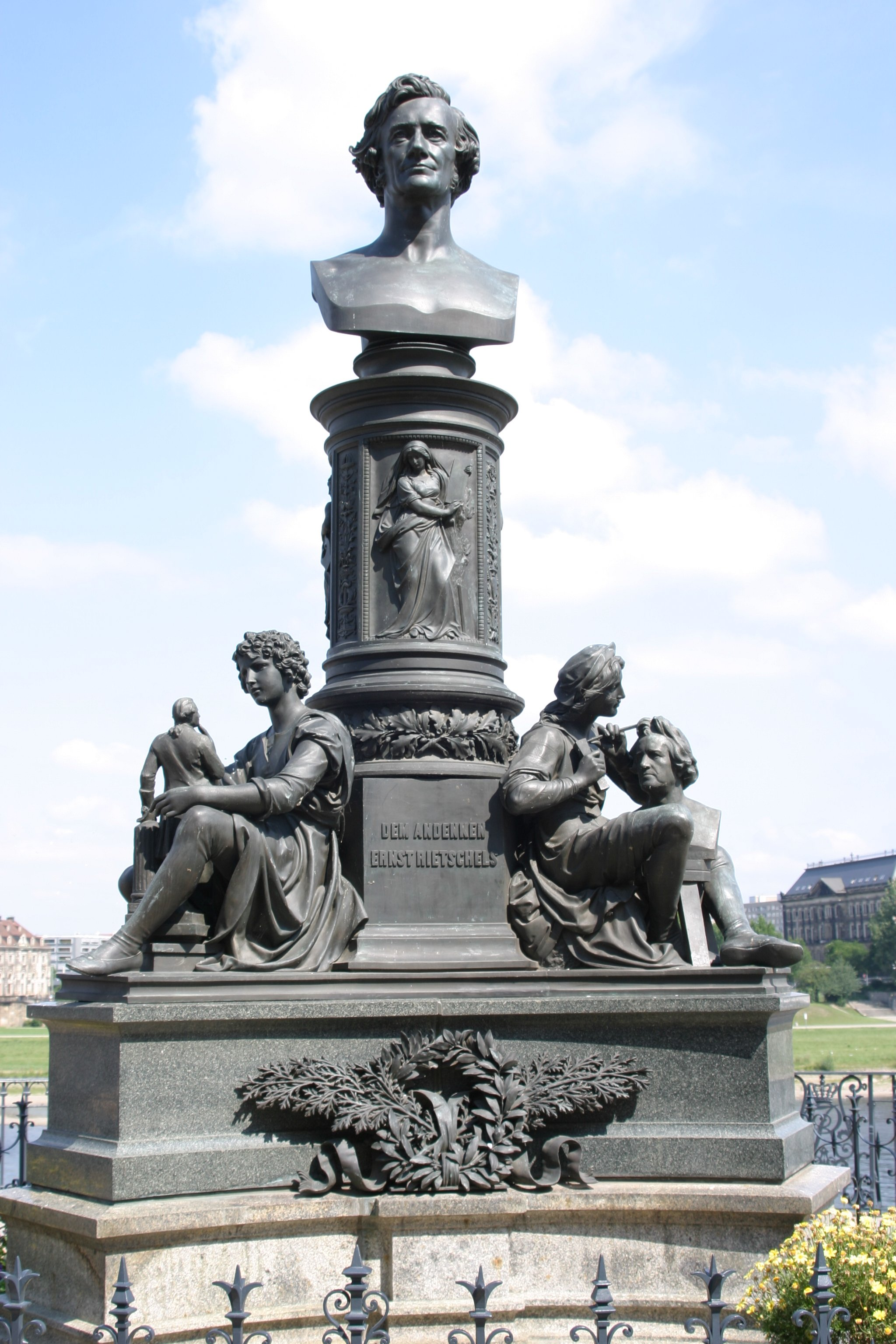
ドレスデンの彫刻家ヨハネス・シリングのモニュメント